# Chintești
Chintești – wieś w Rumunii, w okręgu Aluta, w gminie Bobicești. W 2011 roku liczyła 198 mieszkańców.